# Yésero
Yésero è un comune spagnolo di 81 abitanti situato nella comunità autonoma dell'Aragona.

Fa parte della comarca dell'Alto Gállego.